# 石原隆
石原 隆（いしはら たかし、1960年10月14日 - ）は、日本のテレビドラマプロデューサー。
日本映画放送株式会社代表取締役社長、フジテレビジョン取締役編成統括担当、フジ・メディア・テクノロジー取締役。元・株式会社FILM代表取締役。愛知県名古屋市出身。東京外国語大学ドイツ語学科卒業。

## 来歴・人物
1984年フジテレビ入社後、編成部所属。テレビドラマの企画、バラエティ番組の編成に携わる。1987年、『スケバン刑事III 少女忍法帖伝奇』から編成部のプロデューサーになるが、石原が担当になった途端に視聴率が3％落ち、シリーズ自体が打ち切りになるなど、当初はなかなか高視聴率番組に恵まれなかった。
1990年の『世にも奇妙な物語』のヒットを機に、ジャンルを問わずにヒット作を出し始め、三谷幸喜作品、草彅剛出演のテレビドラマには欠かせない存在。『踊る大捜査線』の陰の立役者としても有名で、映画のヒットパーティの際、織田裕二から感謝の意を伝えられている。石原のプロデュースしたドラマや映画は、エンターテイメント性に優れフジテレビの局イメージと連動して広く認知されている。
編成局編成副部長→編成次長→ドラマ制作センター企画担当部長→編成制作局局次長兼ドラマ制作センター室長→映画事業局局次長兼映画制作部長→映画事業局制作担当局長→編成制作局ドラマ制作担当局長→映画事業局長→執行役員編成局長を経て2017年6月より現職。
編成制作局が編成局・制作局へと再分割されるのに伴い、2016年6月28日付で新設される執行役員編成局長に就任（制作局長は金田耕司、後任の映画事業局長および株式会社FILM代表取締役は1年先輩の小川晋一が就任）。
2017年6月28日付でフジテレビ取締役に昇進し、編成局・制作局・映画事業局・広報局を統合した新しい編成局の総責任者である編成統括局長 に就任。
2018年4月30日付で編成（統括）局長を塚越裕爾に交代するが、取締役は継続する。
2021年6月28日付で日本映画放送株式会社代表取締役社長に就任。
2025年6月12日付で共同テレビジョンに転じて同社代表取締役社長に就任予定。

## テレビドラマ

### 企画
- スケバン刑事III 少女忍法帖伝奇（1986年）
- 少女コマンドーIZUMI（1987年）
- 藤子不二雄の夢カメラ（1988年)
- 花のあすか組!（1988年）
- あそびにおいでョ!（1988年）
- 奇妙な出来事（1989年）
- 世にも奇妙な物語（1990年）現在は春と秋の改編期で放送している。
- 大人は判ってくれない（1992年）
- ボクたちのドラマシリーズ「放課後」（1992年）
- NIGHT HEAD（1992年−1993年）
- ボクたちのドラマシリーズ「白鳥麗子でございます!」（1993年）
- チャンス!（1993年）
- 振り返れば奴がいる（1993年）
- じゃじゃ馬ならし（1993年）
- 17才-at seventeen-（1994年）
- 古畑任三郎（1994年−2006年）
- お金がない!（1994年）
- 29歳のクリスマス（1994年）
- ヘルプ!（1995年）
- 王様のレストラン（1995年）
- 金曜エンタテイメント「サラリーマン刑事」シリーズ（西村雅彦主演）
- コーチ（1996年）
- 彼女たちの結婚（1997年）
- 総理と呼ばないで（1997年）
- こんな恋のはなし（1997年）
- それが答えだ!（1997年）
- 今夜、宇宙の片隅で（1998年）
- ニュースの女（1998年）
- TEAM（1999年）
- 小市民ケーン（1999年）
- 合い言葉は勇気（2000年）
- やまとなでしこ（2000年）
- HERO（2001年）
- 私を旅館に連れてって（2001年）
- さよなら、小津先生（2001年）
- スタアの恋（2001年）
- 恋ノチカラ（2002年）
- 空から降る一億の星（2002年）
- HR（2002年）
- ダイヤモンドガール（2003年）
- 美女か野獣（2003年）
- ワンダフルライフ（2004年）
- めだか（2004年）
- 明智光秀〜神に愛されなかった男〜（2007年）

### 制作統括
- 女の一代記（2005年）
- ザ・ヒットパレード〜芸能界を変えた男・渡辺晋物語〜（2006年）

### 制作
- オリエント急行殺人事件（2015年）

### 協力プロデューサー
- ロケット・ボーイ（2001年）

### アソシエイトプロデューサー
- 僕の生きる道（2003年）
- 僕と彼女と彼女の生きる道（2004年）
- 恋におちたら〜僕の成功の秘密〜（2005年）
- 僕の歩く道（2006年）
- 鹿男あをによし（2008年）
- CHANGE（2008年）

### 編成
- Over Time-オーバー・タイム（1999年）

### 特撮
いずれも企画担当。
- おもいっきり探偵団 覇悪怒組（1987年）
- じゃあまん探偵団 魔隣組（1988年）
- 魔法少女ちゅうかなぱいぱい!（1989年）
- 魔法少女ちゅうかないぱねま!（1989年）
- 美少女仮面ポワトリン（1990年）
- 不思議少女ナイルなトトメス（1991年）
- うたう!大龍宮城（1992年）

### 時代劇
いずれも企画担当。
- 太閤記 サルと呼ばれた男（2003年）
- 徳川綱吉 イヌと呼ばれた男（2004年）

## バラエティ
- 料理の鉄人（1993年−1997年）
- 西村雅彦のさよなら20世紀（1998年−1999年）
- 江角マキコの恋愛の科学（1998年−1999年）
- う!ウマいんです。（2004年）など
- 27時間テレビ にほんのれきし（副委員長）

## アニメ
- 陽あたり良好!
- らんま1/2 熱闘編

## 映画

### 企画
- Love Letter（1995年、日本ヘラルド映画）
- 打ち上げ花火、下から見るか? 横から見るか?（1995年、日本ヘラルド映画、ヘラルド・エース。出演・山崎裕太、奥菜恵）
- FRIED DRAGON FISH（1996年、日本ヘラルド映画、エースピクチャーズ）
- ホワイトアウト（2000年、東宝）
- ホテルビーナス（2004年、松竹）
- 笑の大学（2004年、東宝）
- BABY BABY BABY! -ベイビィ ベイビィ ベイビィ-（2009年、東映）
- プリンセス トヨトミ（2011年、東宝）
- ステキな金縛り（2011年、東宝）
- ロック 〜わんこの島〜（2011年、東宝）
- ロボジー（2012年、東宝）
- 清須会議（2013年、東宝）

### 企画協力
- そして父になる（2013年、ギャガ）

### スーパーバイザー
- ヘブンズ・ドア（2009年、アスミック・エース）

### アソシエイトプロデューサー
- リング
- らせん

### プロデューサー
- スケバン刑事 風間三姉妹の逆襲（1988年、東映）
- 白鳥麗子でございます!（1995年、東映。松雪泰子主演）
- ラヂオの時間（1996年、東宝）
- メッセンジャー（1999年、出演・飯島直子、草彅剛、矢部浩之）
- 世にも奇妙な物語 映画の特別編（2000年、東宝）
- ホワイトアウト（2000年、東宝。織田裕二主演）
- 踊る大捜査線 THE MOVIE 2 レインボーブリッジを封鎖せよ!

### 協力プロデューサー
- 踊る大捜査線 THE MOVIE
- 映画「GTO」
- 踊る大捜査線 THE FINAL 新たなる希望

### 統括プロデューサー
- HERO（2007年、東宝）

### エグゼクティブプロデューサー
- みんなのいえ（2001年、東宝）
- THE 有頂天ホテル（2006年、東宝）
- 県庁の星（2006年、東宝）
- ザ・マジックアワー（2008年、東宝）
- ホノカアボーイ（2009年、東宝）
- ヴィヨンの妻 〜桜桃とタンポポ〜（2009年、東宝）
- のだめカンタービレ 最終楽章（2009年、東宝）
- ホッタラケの島 〜遥と魔法の鏡〜（2009年、東宝）
- 矢島美容室 THE MOVIE 〜夢をつかまネバダ〜（2010年、松竹）
- カラフル（2010年、東宝）
- 座頭市 THE LAST（2010年、東宝）
- ノルウェイの森（2010年、東宝）
- SP 野望編（2010年、東宝）
- SP 革命編（2011年、東宝）
- アンダルシア 女神の報復（2011年、東宝）

### 製作
- カノジョは嘘を愛しすぎてる（2013年、東宝）
- ジャッジ!（2014年、松竹）
- 土竜の唄 潜入捜査官REIJI（2014年、東宝）
- チーム・バチスタFINAL ケルベロスの肖像（2014年、東宝）
- 春を背負って（2014年、東宝）
- 幕末高校生（2014年、東映）
- 舞妓はレディ（2014年、東宝）
- バンクーバーの朝日（2014年、東宝）
- テルマエ・ロマエ II（2014年、東宝）
- 脳内ポイズンベリー（2015年、東宝）
- ギャラクシー街道（2015年、東宝）
- アンフェア the end（2015年、東宝）
- エイプリルフールズ（2015年、東宝）
- 高台家の人々（2016年、東宝）
- グッドモーニングショー（2016年、東宝）
- 海よりもまだ深く（2016年、ギャガ）
- サバイバルファミリー（2017年、東宝）
- ミックス。（2017年、東宝）
- 今夜、ロマンス劇場で（2018年、ワーナー・ブラザース映画）
- いぬやしき（2018年、東宝）
- 累 -かさね-（2018年、東宝）
- 人魚の眠る家（2018年、松竹）
- 記憶にございません!（2019年、東宝）
- コンフィデンスマンJP -ロマンス編- （2019年、東宝）
- 午前0時、キスしに来てよ（2019年、松竹）
- 一度死んでみた（2020年、松竹）
- コンフィデンスマンJP -プリンセス編-（2020年、東宝）
- キャラクター（2021年、東宝）
- 鬼平犯科帳 血闘（2024年5月10日〈予定〉、松竹）

### 製作統括
- ノルウェイの森（2010年、東宝）
- HERO（2015年、東宝）

## 関連人物
- 石田達郎（石原入社時のフジテレビ社長）
- 亀山千広（上司）
- 大多亮（上司）
- 本間欧彦（先輩、現・北海道文化放送取締役編成局長）
- 鈴木雅之（部下、現・フジテレビ役員待遇編成局制作センター第1制作室GD）
- 臼井裕詞（部下）
- 関口大輔（元部下、現・ワーナー ブラザース ジャパンプロデューサー）
- 星護（映画監督・共同テレビ）
- 若松節朗（映画監督・共同テレビ）

## 関連文献
- 石原隆氏インタビュー